# Milvus migrans

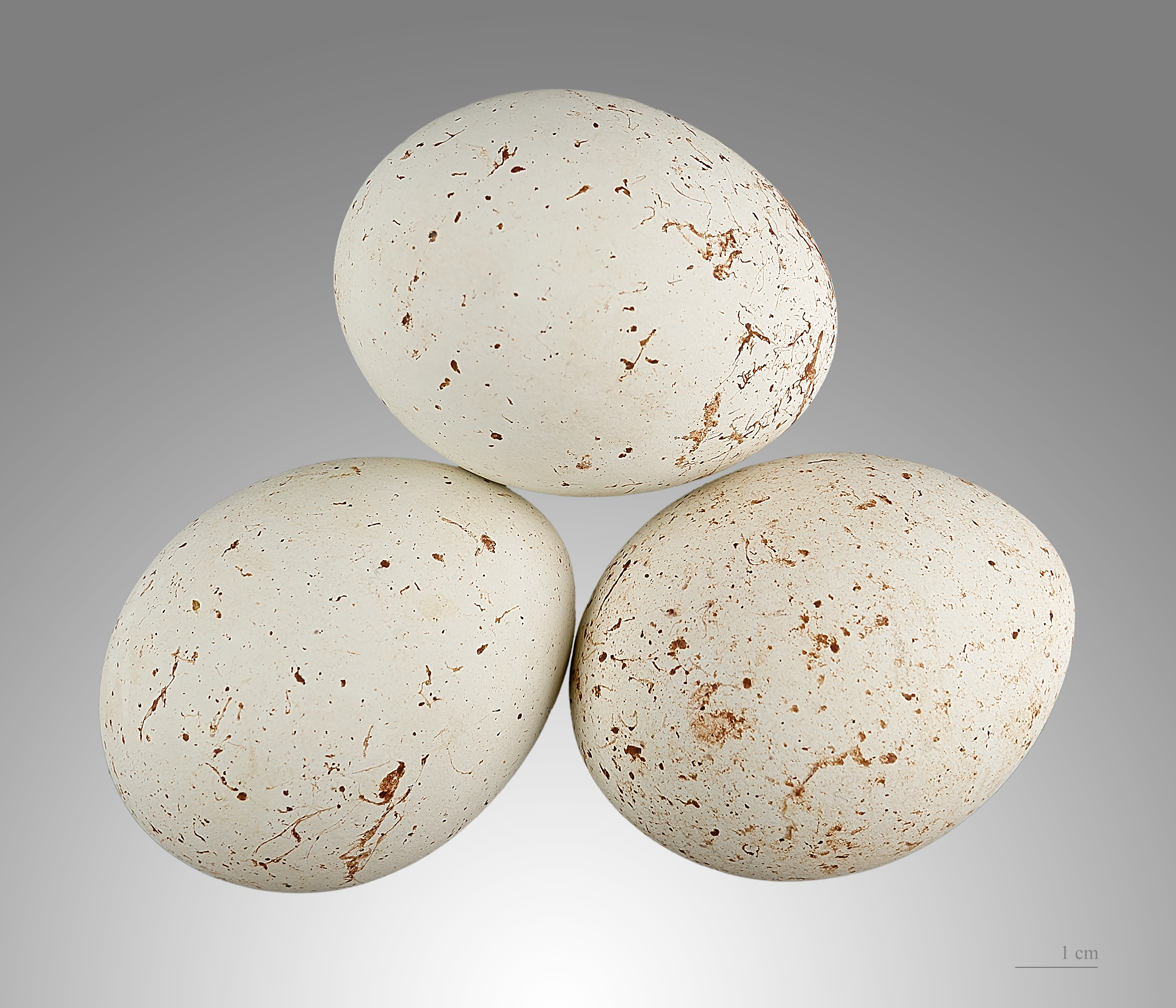
Huevos de Milvus migrans

El milano negro (Milvus migrans) es una especie de ave accipitriforme de la familia Accipitridae. Es una de las rapaces más abundantes del Viejo Mundo. Es migradora y puebla amplias regiones de Europa, África, Asia y Oceanía. 

## Descripción
El milano negro tiene una longitud de 50 a 60 centímetros, una envergadura de alas de entre 130 y 150 centímetros y un peso que oscila, desde los 750 gramos, hasta el kilo de peso.

## Alimentación
Caza aves, peces, pequeños mamíferos, reptiles, anfibios, etc.; incluso puede devorar carroña. 

## Anidación
Suele anidar en los riscos de las montañas y pone de uno a cinco huevos que tardarán en eclosionar unos treinta días aproximadamente.

## Subespecies

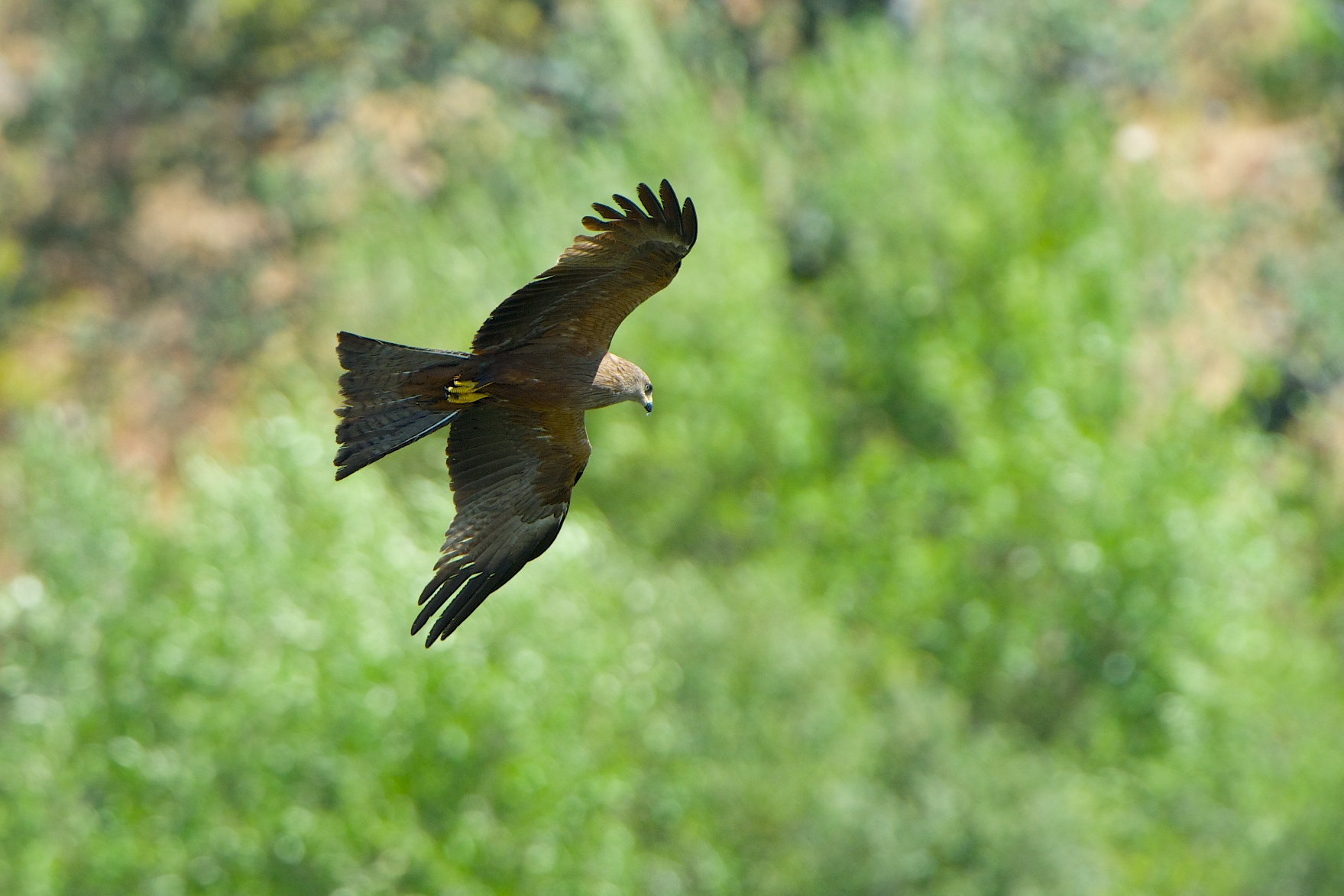
Milano negro en vuelo en PN Monfragüe, Extremadura

Se reconocen siete subespecies de Milvus migrans :
- Milvus migrans migrans (Boddaert, 1783) - Europa y Oriente Medio hasta Pakistán, invernando en el África subsahariana.
- Milvus migrans lineatus (J. E. Gray, 1831) - de Siberia hasta el norte de la India y el sur de China, emigra al golfo Pérsico y al sur del continente.
- Milvus migrans govinda (Sykes, 1832) - vive en el subcontinente indio, Indochina y Malasia todo el año.
- Milvus migrans affinis (Gould, 1838) - Indonesia desde las Molucas hasta el norte de Australia y Nueva Guinea.
- Milvus migrans formosanus (Kuroda, 1920) - presentes en Hainan y Taiwán todo el año.
- Milvus migrans aegyptius - Egipto, sudoeste de Arabia y litoral del noreste de África
- Milvus migrans parasitus - África subsahariana, Madagascar, Cabo Verde e islas Comoras.